# Isak Hallén
Hans Isak Hallén, även känd under sitt artistnamn Zack Hall, född 24 maj 1995 i Vada församling, Stockholms län, är en svensk artist och låtskrivare. Han har studerat musik vid Music & Production på Katedralskolan i Skara och har varit med och skrivit två låtar till Melodifestivalen, "Om du tror att jag saknar dig" till Jakob Karlberg (2020) och "Pretender" till Lillasyster (2021). Under artistnamnet Zack Hall har han givit ut låtarna "Wildfire", "Daylight", "Still", "Wastelanders Paradise" och "Overgrown".

## Diskografi

### Singlar
- 2021 – Another Day In Paradise.[2]
- 2022 – Never Gonna Give You Up.[3]

## Låtar

### Smash Into Pieces
- 2020 – All Eyes On You (tillsammans med Robin Carlsson och Benjamin Jennebo).[4]
- 2022 – Heathens (tillsammans med André Alvinzi och Benjamin Jennebo).[5]
- 2022 – A Shot In The Dark (tillsammans med André Alvinzi och Benjamin Jennebo).[5]
- 2022 – Vanguard (tillsammans med André Alvinzi och Benjamin Jennebo).[5]
- 2022 – Deadman (tillsammans med Alex Kvarnestig, André Alvinzi och Benjamin Jennebo).[5]
- 2022 – The Rain (tillsammans med Dino Medanhodzic, André Alvinzi och Benjamin Jennebo).[5]

### Melodifestivalen
- 2020 – Om du tror att jag saknar dig (tillsammans med Nanne Grönvall, Henrik Moreborg och Jakob Karlberg).
- 2021 – Pretender (tillsammans med Ian-Paolo Lira, Jacob Redtzer, Martin Westerstrand och Palle Hammarlund).[6]